# Ausichicrinites zelenskyyi
Ausichicrinites zelenskyyi (народна назва — морська лілія Зеленського) — єдиний вид викопного роду Ausichicrinites з підряду Comatulidina, ряду Comatulida класу морських лілій. Виявлений науковцями Сілезького університету в Катовицях (Польща). Отримав назву на честь шостого президента України Володимира Зеленського — «за мужність і відвагу, виявлені у захисті вільної України».
Назва роду Ausichicrinites вшановує Вільяма Осича (англ. William I. Ausich), фахівця з викопних голкошкірих Ортонського геологічного музею. Термін «Crinites» традиційно використовують для позначення морських лілій

## Опис
Вид відомий лише за одним зразком. Має певну схожість із представниками мезозойських Solanocrinitidae, але значну схожість із сучасною родиною Zygometridae з західної частини Тихого та східної частини Індійського океанів. Оральний диск з центрально розташованим отвором. Тіло близько 2 дюймів у діаметрі. Мав 10 довгих і широких кінцівок з гострими кігтями, які нагадують щупальця, щоб хапатися за морський ґрунт. Піннули (бічні гілочки на кінцівках) від круглих до овальних у поперечному перерізі, без гребінчастих структур. Базальна частина редукована до вузьких променів, що підтримують цирри у вигляді 15 неправильних стовпчиків, які розташовані у 2-3 рядки. Аборальний кінець центрального цирруса з чітким горбком у центрі.
Скам'янілі рештки тварини показують ознаки старої травми. Тварина пережила напад, ймовірно, невдалу спробу поїдання хижаком. Вона втратила одну з кінцівок. Ausichicrinites zelenskyyi демонструє ознаки регенерації пошкодженого органу, і це є першим прикладом регенерації, задокументованим у викопної морської лілії.

## Поширення
Вид мешкав поблизу Африки 150 мільйонів років тому в Титонському ярусі. Рештки знайдено у геологічній формації Антало в Східній Ефіопії.